# Broken Arrow, Oklahoma
Broken Arrow är en stad i Tulsa County samt Wagoner County, Oklahoma, USA. År 2010 uppgick befolkningen till 98 850 invånare. 
Broken Arrow är förort till  Tulsa och räknas till det tillhörande storstadsområdet.

## Historia
År 1826 förflyttades en grupp creeker till Indianterritoriet med anledning av Indian Removal Act. De bestämde sig för att döpa sitt området till Rekackv (engelska: Broken Arrow). År 1902 byggde man en järnväg norr om Rekackv. Järnvägsbolaget fick rättigheter till att grunda en stad i området, och valde namnet Broken Arrow.